# Sofi Marinova
Pour les articles homonymes, voir Marinov.
Sofi Marinova, de son vrai nom Sofiya Marinova Kamenova, née le 5 décembre 1975 à Sofia en Bulgarie, est une chanteuse bulgare tchalga d'origine rom. Souvent appelée la « Perle gitane », elle est comparée à Lili Ivanova. Elle est l'une des chanteuses bulgares les plus connues à travers l'Europe et surtout des Balkans grâce à sa puissance vocale de 5 octaves.

## Biographie
Sa famille vivait alors près d'Etropole quand elle commence à chanter et à danser, sa mère lui donnant les bases de la musique et de la danse. Lorsqu'elle étudie à Etropole au bout de sa dixième année, les musiciens d'un orchestre local, impressionnés par sa voix, demandent à ses parents de la laisser devenir chanteuse. Son père s'y oppose car elle n'a pas encore fini ses études, mais sa mère, elle aussi chanteuse dans le passé, parvient à le convaincre d'accepter.
Elle interpréta les tubes de chansons de Dragana Mirkovic, Michael Jackson, Sandra, Whitney Houston et surtout des chansons traditionnelles Bulgares dès l'âge de 17 ans. Elle se produisit par la suite avec son orchestre au Playing Music Festival Oscobitza Romans et le remporta avec une chanson gitane "My Eyes Cry". Elle a ensuite remporté la première place d'un festival à Stara Zagora - avec les tubes "Old Wounds" et "Sluncece moe". Grâce à ses victoires, elle signa un contrat avec Aura Audio Video après que la propriétaire de la société Nencho Kasamov l'écoute. Sofi sortit l'album "Stari Rani" avec "Superekspres", qui, selon certains producteurs, est l'album le plus vendu en Bulgarie. Il s'est ensuivi un album solo - "Edinstveni moy", puis "Moyat sun".
Sofi Marinova reçoit le prix du « chanteur de l'année » lors des premiers prix du magazine New Folk. Parmi les récompenses qu'elle a reçues figurent un prix pour la musique, la chanson la plus écoutée pour les nouveaux talents, la première place du Golden Mustang en 1999 avec la chanson "Stretch Hands" sur le texte d'Evtim Evtimov et la musique de Toncho Russev. Ainsi que la première place au festival Erato avec My Dream par des artistes de Grèce, de Serbie et d'autres pays.

## Eurovision

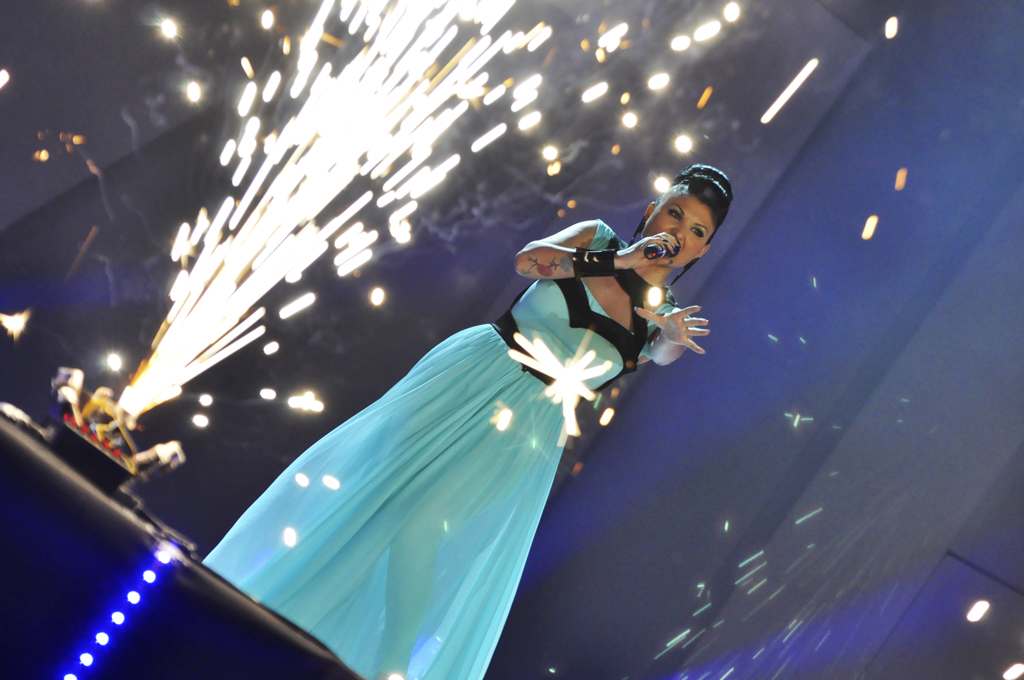
Sofi Marionva à la finale des sélections nationales au Palais national de la culture à Sofia.

En 2005, Sofi a participé au sélections nationales bulgares en duo avec Slavi Trifonov. Cependant, au moment de chanter leur chanson, ils montent tous deux sur scène et Trifonov annonce son retrait du concours car les votes sont faussés par des cartes SIM (d'une valeur de 50 000 lev (35 000 €)) permettant d'obtenir des faux votes et de remporter les sélections, devançant donc le groupe "Kaffé". Avec 48 803 SMS rapportés les soutenant, le duo perd contre les 76 590 voix pour le groupe gagnant.
En 2006 Sofi Marinova et Slavi Trifonov chantent à nouveau aux sélections nationales, mais ils ne sont pas admis par le jury pour les demi-finales.
En 2007, Sofi est de retour en finale nationale, cette fois en duo avec Ustata. Ils présentent tous les deux une chanson en russe "Tvoya".
Le 29 février 2012, elle a été élue pour la finale nationale afin de représenter la Bulgarie au concours Eurovision de la chanson avec la chanson Love Unlimited ("Lyubov bez granitsi"). Elle est la première représentante pop-folk à être élue pour représenter la Bulgarie dans ce concours. Durant la finale, sa chanson est classée au troisième rang par le jury et le premier en nombre de SMS, celle-ci en ayant récolté 6 910. La seconde de cette finale nationale est Desi Slava, qui en a rapporté quant à elle 3 730.
Lors de la deuxième demi-finale de la compétition de Bakou (Azerbaïdjan), Sofi Marinova a remporté 45 points et finit exæquo avec la Norvège, elle a terminé à la 11e place et ne s'est donc pas qualifiée pour la finale (car seules les 10 premières chansons y ont accès).
C'est également la seule chanteuse de l'histoire du concours  Eurovision de la chanson, à être montée sur scène sans oreillettes suscitant l'admiration du jury et du public. Bien qu'elle n'ait pas réussi à se qualifier, Sofi Marinova est toujours très appréciée par les Bulgares.

## Discographie

### Dans le groupe "Superekspres"
1. 1995 — Мечта / Rêve
2. 1996 — Без конкуренция / Sans concurrence
3. 1997 — Стари рани / Vieilles blessures
4. 1999 — Песни от сърце / Chansons du cœur

### Carrière solo
1. 1998 — Единствен мой - Le mien
2. 1999 — Моят сън - Mon rêve
3. 2000 — Студен пламък - Une flamme froide
4. 2001 — Нежна е нощта - Douce nuit
5. 2002 — Осъдена любов - Amour convaincu
6. 2004 — 5 октави любов - 5 octaves d'amour
7. 2005 — Обичам - l'Amour
8. 2006 — Остани - Reste
9. 2008 — Време спри - Le temps s'arrête
10. 2009 — VIP-ът - Vision VIP
11. 2013 — Софи Маринова - Sofi Marinova